# اویستینز
اویستینز (به لاتین: Oistins) یک شهرک در باربادوس است که در پریش کرایست چرچ واقع شده‌است.

## خصوصیات
اویستینز ۲٬۲۸۵ نفر جمعیت دارد.